# Edmond Rugova
Edmond Rugova är en albansk fotbollstränare. Rugova var också tidigare fotbollsspelare. Rugova var tränare för Kosovos herrlandslag i fotboll, en post som han hade sedan sin utnämning av fotbollsförbundet i Kosovo sommaren 2006, tills han slutade i juli 2009. 
Innan han blev tränare för Kosovos herrlandslag i fotboll var Edmond Rugova en känd fotbollsspelare i Kosovo. Rugova spelade för KF Prishtina i Pristina under 1980-talet, som en del av den så kallade "gyllene generationen" i Kosovo. Fotbollsspelare som ingår i den "gyllene generationen" är till exempel Fadil Vokrri, Agim Cana, Fadil Muriqi och andra.
Edmond Rugovas första internationella match som tränare för Kosovos landslag var en vänskapsmatch mot Saudiarabien som spelades den 15 juni 2007 i Ankara i Turkiet.